# Tanggul Wetan
Tanggul Wetan is een bestuurslaag in het regentschap Jember van de provincie Oost-Java, Indonesië. Tanggul Wetan telt 15.979 inwoners (volkstelling 2010).